# دوايت ماكدونالد
دوايت ماكدونالد (بالإنجليزية: Dwight Macdonald)‏ (24 مارس 1906 - 19 ديسمبر 1982) هو كاتب ومحرر وناقد سينمائي أمريكي وناقد اجتماعي وفيلسوف وراديكالي سياسي. كان ماكدونالد عضوًا في مجموعة مثقفي نيويورك ورئيس تحرير مجلتهم اليسارية بارتيزان ريفيو لمدة ست سنوات. ساهم أيضًا في منشورات أخرى في نيويورك بما في ذلك مجلة تايم وذا نيويوركر وذا نيويورك ريفيو أوف بوكس وبوليتكس، وهي مجلة أسسها عام 1944.

## نشأته ومسيرته المهنية
ولد ماكدونالد في مدينة نيويورك لعائلة بروتستانتية ميسورة من بروكلين تلقى تعليمه في أكاديمية فيليبس إكستر وجامعة ييل. في الجامعة، كان رئيس تحرير مجلة ييل ريكورد، المجلة الفكاهة الطلابية. عندما كان طالبًا في جامعة ييل، كان أيضًا عضوًا في بسي إبسيلون وكانت أول وظيفة له متنفيذي متدرب لدى ماكيز.
في عام 1929، عمل ماكدونالد في مجلة تايم. عُرضت عليه وظيفة من قبل هنري لوس، وهو خريج جامعة ييل. في عام 1930، أصبح محررًا مشاركًا في مجلة فورتشن، وهي مجلة جديدة أنشأها لوس. مثل العديد من الكتاب في مجلة فورتشن، جنحت سياساته نحو الراديكالية بسبب الكساد العظيم. استقال من المجلة عام 1936 بسبب نزاع تحريري، عندما عدل تنفيذيو المجلة بصورة شديدة الدفعة الأخيرة من هجومه المكون من أربعة أجزاء على شركة الولايات المتحدة للصلب.
في عام 1934، تزوج من نانسي غاردينر رودمان (1910–1996)، أخت سيلدين رودمان ونسب إليه لقب الشخص الذي جعله راديكاليًا. دوايت ماكدونالد هو والد المخرج والمؤلف نيكولاس ماكدونالد ومايكل ماكدونالد.

## محرر وكاتب
كان ماكدونالد محررًا لمجلة بارتيزان ريفيو من 1937 إلى 1943، ولكن على إثر خلافات تحريرية حول الدرجة ومبادئ النقد السياسي والثقافي والأدبي استقال من أجل تأسيس بوليتكس، وهي مجلة تضم أكثر الكتاب اليساريين شهرةً، ونشرها بين 1944-1949.
كرئيس تحرير، رعى المثقفين (الأكاديميين والعامة)، مثل ليونيل تريلينج وماري مكارثي وجورج أورويل وبرونو بيتيلهايم وسيرايت ميلز. إلى جانب عمله التحريري، كان أيضًا كاتبًا في مجلة نيويوركر، من 1952 إلى 1962 وكان ناقدًا سينمائيًا لمجلة إيسكواير. في ستينيات القرن الماضي، منحت جودة أعماله لمراجعة الأفلام لصالح إيسكواير شعبيةً بين الجمهور في التيار الثقافي الأمريكي كمراجع للأفلام لبرنامج ذا توداي شو، وهو برنامج حواري تلفزيوني يُبث نهارًا.

## بوليتكس
انفصل ماكدونالد، الذي كان في الأصل تروتسكيًا ملتزمًا، عن ليون تروتسكي بسبب تمرد كرونستادت (مارس 1921) الذي قمعه تروتسكي والبلاشفة، وانتقل بعد ذلك نحو الاشتراكية الديمقراطية. عارض الاستبداد، بما في ذلك الفاشية والشيوعية، اللتان اعتبر هزيمتهما ضروريةً لبقاء الحضارة. شجب جوزيف ستالين، لتشجيعه أولاً البولنديين على التمرد المناهض للنازية في انتفاضة وارسو (أغسطس - أكتوبر 1944) ثم إيقاف الجيش الأحمر في ضواحي وارسو للسماح للجيش الألماني بسحق البولنديين وقتل زعمائهم، الشيوعيين وغير الشيوعيين.
في الوقت نفسه، كان ماكدونالد ينتقد الأساليب التي تستخدمها الحكومات الديمقراطية لمعارضة الشمولية. خلال الحرب العالمية الثانية (1939-1945)، عانى من فرط التعب والاكتئاب النفسي إذ لاحظ أهوال الحرب المتصاعدة، وخاصةً الممارسة الشائعة المتمثلة في قصف السكان المدنيين وتدمير مدن بأكملها، وخاصة قصف دريسدن (فبراير 1945) وإساءة معاملة الألمان المجردين من حقوقهم الإنسانية. وبالتالي، مع نهاية الحرب، تقدمت سياسات ماكدونالد نحو السلام والاشتراكية التحررية.
في هذا السياق، في مناقشة السياسة بين الشرق والغرب مع الكاتب نورمان ميلر عام 1952، قال ماكدونالد إنه إذا أُجبر على اختيار جانب، فإنه سيختار الغرب لأنه يعارض الستالينية والشيوعية السوفيتية باعتبارهما أكبر تهديدات للحضارة. في عام 1953، أعلن علانيةً عن الموقف السياسي المؤيد للغرب في الطبعة المنقحة من مقال الجذر هو الإنسان (1946). مع ذلك، في ضوء عمليات التلفيق المعادية للشيوعية التي كانت مكارثية (1950-1956)، تنكر فيما بعد لمثل هذه السياسة الثنائية. في عام 1955، أصبح ماكدونالد محررًا مشاركًا لمجلة إنكاونتر لمدة عام، وهي مجلة يرعاها مؤتمر الحرية الثقافية، والذي كان منظمة واجهة تمولها وكالة الاستخبارات المركزية تهدف إلى التأثير والتحكم أيديولوجيًا في النخبة الثقافية في الحرب الباردة (1945–1991) مع الاتحاد السوفيتي. لم يكن ماكدونالد يعلم أن مجلة إنكاونتر كانت واجهة لوكالة المخابرات المركزية الأمريكية وعندما علم الحقيقة، أدان رعاية وكالة المخابرات المركزية الأمريكية للمنشورات والمنظمات الأدبية. شارك أيضًا في مؤتمرات برعاية مؤتمر الحرية الثقافية.

## وصلات خارجية
- دوايت ماكدونالد على موقع IMDb (الإنجليزية)
- دوايت ماكدونالد على موقع الموسوعة البريطانية (الإنجليزية)
- دوايت ماكدونالد على موقع روتن توميتوز (الإنجليزية)
- دوايت ماكدونالد على موقع إن إن دي بي (الإنجليزية)